# Vor ihren Augen (2015)
Vor ihren Augen (Originaltitel: Secret in Their Eyes) ist ein US-amerikanisches Krimidrama von Billy Ray aus dem Jahr 2015. Die Hauptrollen sind mit Julia Roberts, Chiwetel Ejiofor und Nicole Kidman besetzt.
Bei dem Film handelt es sich um eine Neuverfilmung des argentinischen Films In ihren Augen (2009, Originaltitel: El secreto de sus ojos), der 2010 mit dem Oscar in der Kategorie Bester fremdsprachiger Film ausgezeichnet wurde. Die Handlung basiert auf dem Roman La pregunta de sus ojos von Eduardo Sacheri.
Der Film wurde von STX Entertainment veröffentlicht und feierte am 20. November 2015 seine Premiere in den USA.

## Handlung
Ray, Bumby, Reg und Jess arbeiten in der Zeit nach den Terroranschlägen vom 11. September 2001 als FBI-Ermittler in Los Angeles in der Abteilung für Terrorbekämpfung. Von ihrem Großraumbüro im Haus der Staatsanwaltschaft aus überwachen sie eine Moschee. Ray, der früher bei der Mordkommission gearbeitet hat, ist erst kürzlich aus New York zu dem Team gestoßen. Die ebenfalls neue Staatsanwältin Claire Sloane, eine attraktive Harvard-Absolventin, erregt Rays Aufmerksamkeit. Jess, mit der Ray auch privat befreundet ist, drängt ihn, sich mit Claire zu verabreden. Claire ist jedoch bereits verlobt.
Überraschend wird das Team zu einem Außeneinsatz gerufen. In einem Müllcontainer nahe der überwachten Moschee wurde eine weibliche Leiche gefunden. Am Fundort erkennt Ray, dass es sich um Carolyn Cobb handelt, die etwa 20-jährige Tochter von Jess. Carolyn wurde vergewaltigt und auf brutale Weise ermordet. Jess bricht zusammen, als sie die Leiche ihrer Tochter sieht. Ray schwört ihr, den Schuldigen zu finden.
Für die Ermittlungen in dem Mordfall ist das FBI-Team nicht zuständig. Dennoch beginnt Ray auf eigene Faust mit der Suche nach dem Täter. Jess hat das Bedürfnis, die Stadt zu verlassen. Während Ray ihr beim Umzug hilft, entdeckt er Fotos von einer Betriebsfeier der Bundespolizei. Darauf ist ein unbekannter junger Mann zu sehen, der Carolyn anstarrt. Keiner der FBI-Kollegen scheint den Mann zu kennen. Als Ray unerlaubterweise das Terrorfahndungssystem durchsucht, kann er den Verdächtigen identifizieren, einen jungen Mann namens Marzin. Reg versucht, ihn von der Verfolgung der Spur abzuhalten, und eröffnet ihm bald darauf, dass es sich bei Marzin um seinen V-Mann handelt, der bei der Überwachung der Moschee mit der Behörde zusammenarbeitet und um jeden Preis geschützt werden soll. Auch Oberstaatsanwalt Morales verbietet Ray, sich in die Mordermittlungen einzumischen. Claire signalisiert ihm dagegen, seine privaten Ermittlungen in der Freizeit zu decken. Sie erklärt ihm, sie finde seinen Freundschaftsdienst für Jess bewundernswert.
Ray setzt Reg unter Druck und erhält von ihm die Adresse einer Stripperin, bei der Marzin Unterschlupf gefunden hat. Zusammen mit Bumby fährt Ray zu der Adresse. Dort entdecken die beiden ein verdächtiges Comic, das auf Marzins Identität unter einem anderen Namen hinweist. Bei einem Baseballspiel können sie ihn ausfindig machen und nach einer Verfolgungsjagd durch das Stadion verhaften. Claire gerät durch die Verhaftung in Bedrängnis und versucht Ray klarzumachen, dass seine Ermittlungsergebnisse wegen des Interessenkonflikts und der unzulässigen Beweismittel für eine Anklageerhebung nicht zu verwenden sind. Sie erlaubt ihm dennoch ein kurzes Verhör des Mannes.
Marzin gibt sich zynisch und selbstsicher, weil er sich vom FBI beschützt weiß. Als Claire hinzukommt und das Verhör abbrechen will, wirft er anzügliche Blicke auf sie. Daraufhin provoziert sie ihn, indem sie ihm die Männlichkeit abspricht, woraufhin der Verdächtige ausrastet und sie angreift. Marzin wird festgenommen, letztlich aber aufgrund seines Status als Behördeninformant entlassen. Staatsanwalt Martin Morales lehnt es ab, den Fall weiterzuverfolgen, da keine Beweise vorlägen. Kurz nach Marzins Entlassung setzt Reg in Morales’ Auftrag das Auto mit den Tatspuren in Brand, womit die Beweise gegen Marzin vernichtet werden.
Der Verlust ihrer Tochter setzt Jess sehr schwer zu, und sie zieht sich zurück. Ray nimmt sich vor, nie aufzuhören, nach Carolyns Mörder zu suchen. Er verlässt die Polizei und übernimmt schließlich die Leitung der Sicherheitsabteilung der New York Mets.
Dreizehn Jahre später kehrt Ray nach Los Angeles zurück. Nachdem er jahrelang unzählige Fotos von verurteilten Straftätern studiert hat, glaubt er Marzin erkannt zu haben. Er spricht bei Claire vor, die mittlerweile Morales’ Posten als Oberstaatsanwältin übernommen hat und Jess als leitende Ermittlerin beschäftigt. Ray hofft, dass er den alten Fall mit seinen neuen Erkenntnissen lösen kann, stößt aber bei den meisten ehemaligen Kollegen auf Skepsis. Nur Bumby hilft bei der Verfolgung des von Ray identifizierten Verdächtigen, eines Pferdenarrs und Autodiebs. Als Ray ihn in einer illegalen Umbauwerkstatt stellt und die früheren Kollegen ihm zur Hilfe eilen, kommt es zu einer Schießerei, bei der Reg tödlich getroffen wird. Jess ist sich zu Rays Überraschung sicher, dass es sich bei dem verhafteten Autodieb nicht um Marzin handelt. Sie ruft Ray und Claire schließlich zu ihrem Haus auf dem Land und gesteht ihnen, sie habe Marzin vor Jahren selbst gefunden und getötet.
Ray lässt die Geschichte nicht los, und er kehrt zu Jess’ Anwesen zurück. Hier stellt er fest, dass sie Marzin nicht getötet, sondern in ihre Gewalt gebracht hat, und den Mörder ihrer Tochter in einen Käfig gesperrt bei sich in einer Scheune festhält. Ray überrascht sie, als Jess ihrem Gefangenen das Essen bringt. Marzin ist zu einer entmenschlichten Gestalt heruntergekommen und stammelt kaum verständliche Worte. Als er Ray sieht, bettelt er darum, dieser solle Jess dazu bewegen, mit ihm zu sprechen. Ray lässt seine Waffe in der Scheune zurück und lässt Jess mit Marzin allein. Draußen beginnt er, ein Grab zu schaufeln. Wenig später fällt ein Schuss und Jess verlässt die Scheune.

## Vergleich der Versionen
Das argentinische Original In ihren Augen spielt wie die Buchvorlage im Kontext der argentinischen Militärdiktatur. Der Film zeichnet ein Porträt einer Gesellschaft in der Krise, die den Methoden des autoritären Staates ausgesetzt ist. Es ist eine Zeit, in der tausende Menschen verschwanden und Folter an der Tagesordnung war. Dies wird von den Schwierigkeiten des Protagonisten, den Mord aufzuklären, widergespiegelt.
Das Remake wird im Jahr 2002 in Los Angeles im Kontext der Zeit nach den Anschlägen vom 11. September angesiedelt. Das Team um Jess und Ray ist eines, das in dem Kontext der Terrorgefahr in den USA zur Bekämpfung des Terrors eingesetzt ist. 2002 ist das FBI hinsichtlich neuer Anschläge paranoid und mit diesen Schwierigkeiten hat Ray bei seinen Ermittlungen zu kämpfen. Der den Film umfassende Zeitraum von 13 Jahren soll die Zeit widerspiegeln, in der sich die Vereinigten Staaten von dem Trauma und der Terrorangst erholen.

## Rezeption

### Kritiken
In den englischsprachigen Medien erntete der Film ein stark durchwachsenes Echo. Nach Auswertung von 148 Kritiken weist Rotten Tomatoes Stand Ende 2024 eine Positivquote von lediglich 39 Prozent aus.
In Deutschland erhielt der Film sowohl in der Presse als auch in den Filmcommunities überwiegend negative Kritiken. Insbesondere im Vergleich mit dem oscarprämierten argentinischen Vorgänger verlor Billy Rays Remake deutlich.
„Die vielschichtige Geschichte ist weniger glaubwürdig, den Charakteren fehlt der Tiefgang, mit dem ‚El Secreto de Sus Ojos‘ einst die Zuschauer fesselte.“
Auf Filmstarts erhielt der Film von der Redaktion 2,5 von 5 möglichen Sternen. Die Besucher der Seite bewerteten den Film mit 3/5 Sternen. Die Community auf Kino.de gab bei 20 Bewertungen der Besucher dem Film ähnlich wie schon filmstarts.de 3,5/5 Sternen.
Gelobt wurde jedoch insbesondere die Darbietung von Julia Roberts sowohl von der Presse als auch den Communities:
„Über jeden Zweifel erhaben sind hingegen seine drei Hauptdarsteller, allen voran Julia Roberts in einer erfrischend uneitlen (und ungeschminkten) Performance als verzweifelte Polizistin und Mutter (…)“
„Deutlich sehenswerter ist, was Julia Roberts mit ihrer Starpersönlichkeit macht. Dem Image der Pretty Woman ist sie nicht so sehr entwachsen, als dass sie es bewusst reifen ließ. Schon Rollen wie Erin Brockovich wiesen in die Richtung, in die sie nun mit Vor ihren Augen noch zielstrebiger geht: als dramatische Heldin muss sie sich nicht gegen die Vergänglichkeit immunisieren.“

### Einspielergebnisse
In den USA erschien Vor ihren Augen am 20. November 2015 in den Kinos und spielte – bei einem Budget von 19,5 Millionen US-Dollar – in Nordamerika insgesamt 20,2 Millionen US-Dollar ein. In Deutschland feierte der Film am 6. Juni 2016 seine Premiere. Weltweit konnte der Film ein Einspielergebnis von nur 32,2 Millionen US-Dollar erzielen.